# 丘斯科科查山
9°38′34″S 76°26′23″W / 9.64278°S 76.43972°W
丘斯科科查山（Chuskuqucha），是秘魯的山峰，位於該國中部瓦努科大區，由五月二日省的馬里亞斯區負責管轄，屬於安地斯山脈的一部分，海拔高度4,271米。